# 2009년 MTV 무비 어워드
2009년 MTV 무비 어워드는 2009년 5월 3일 유니버설시티 깁슨 앰피시어터에서 열린 영화상이다. 사회자는 앤디 샘버그이다.

## 수상자
- 최고의 영화상: 트와일라잇
- 최고의 남우상: 잭 에프론 (하이 스쿨 뮤지컬 3 : 졸업반)
- 최고의 여우상: 크리스틴 스튜어트 (트와일라잇)
- 남우신인상: 로버트 패틴슨 (트와일라잇)
- 여우신인상: 애슐리 티스데일 (하이 스쿨 뮤지컬 3 : 졸업반)
- 최고의 악당상: 히스 레저 (다크 나이트)
- 최고의 코믹연기상: 짐 캐리 (예스 맨)
- 최고의 음악상: 마일리 사이러스 - The Climb (한나 몬타나: 더 무비)
- 최고의 키스상: 크리스틴 스튜어트 / 로버트 패틴슨 (트와일라잇)
- 최고의 싸움상: 로버트 패틴슨 vs 캠 지갠뎃 (트와일라잇)
- 최고의 황당한 순간상: 에이미 포엘러 (베이비 마마)
- MTV 제너레이션상: 벤 스틸러

## 수상 및 후보

### 최고의 영화상
- 트와일라잇 - 캐서린 하드윅 수상
- 벤자민 버튼의 시간은 거꾸로 간다 - 데이빗 핀처
- 다크 나이트 - 크리스토퍼 놀란
- 이글 아이 - D.J. 카루소
- 분노의 질주: 더 오리지널 - 저스틴 린
- 사랑이 어떻게 변하니? - 니콜라스 스톨러
- 13일의 금요일 - 마커스 니스펠
- 그랜 토리노 - 클린트 이스트우드
- 핸콕 - 피터 버그
- 한나 몬타나: 더 무비 - 피터 첼섬
- 그는 당신에게 반하지 않았다 - 켄 콰피스
- 하이 스쿨 뮤지컬: 졸업반 - 케니 오테가
- 아이 러브 유, 맨 - 존 햄버그
- 인디아나 존스: 크리스탈 해골의 왕국 - 스티븐 스필버그
- 아이언 맨 - 존 파브로
- 맘마 미아! - 필리다 로이드
- 말리와 나 - 데이빗 프랭클
- 밀크 - 구스 반 산트
- 몬스터 vs 에이리언 - 롭 레터맨 외 1명
- 노토리어스 - 조지 틸만 주니어
- 옵저브 앤 리포트 - 조디 힐
- 파인애플 익스프레스 - 데이빗 고든 그린
- 레이첼, 결혼하다 - 조나단 드미
- 사람 만들기 - 데이빗 웨인
- 섹스 앤 더 시티 - 마이클 패트릭 킹
- 슬럼독 밀리어네어 - 대니 보일
- 테이큰 - 피에르 모렐
- 트로픽 썬더 - 벤 스틸러
- 월-E - 앤드류 스탠튼
- 원티드 - 티무르 베크맘베토브
- 왓치맨 - 잭 스나이더
- 더 레슬러 - 대런 아로노프스키

### 최고의 남자배우상
- 하이 스쿨 뮤지컬: 졸업반 - 잭 에프론 수상
- 라스베가스에서만 생길 수 있는 일 - 애쉬튼 커쳐
- 트로픽 썬더 - 벤 스틸러
- 벤자민 버튼의 시간은 거꾸로 간다 - 브래드 피트
- 미이라 3: 황제의 무덤 - 브렌든 프레이저
- 푸시 - 크리스 에반스
- 다크 나이트 - 크리스찬 베일
- 그랜 토리노 - 클린트 이스트우드
- 더블 스파이 - 클라이브 오웬
- 007 제22탄 - 퀀텀 오브 솔러스 - 다니엘 크레이그
- 슬럼독 밀리어네어 - 데브 파텔
- 윗치 마운틴 - 드웨인 존슨
- 왓치맨 - 잭키 얼 헤일리
- 원티드 - 제임스 맥어보이
- 아이 러브 유, 맨 - 제이슨 세걸
- 지구가 멈추는 날 - 키아누 리브스
- 테이큰 - 리암 니슨
- 맥스 페인 - 마크 월버그
- 닉과 노라의 인피니트 플레이리스트 - 마이클 세라
- 더 레슬러 - 미키 루크
- 말리와 나 - 오웬 윌슨
- 아이 러브 유, 맨 - 폴 러드
- 분노의 질주: 더 오리지널 - 폴 워커
- 아이언 맨 - 로버트 다우니 주니어
- 트와일라잇 - 로버트 패틴슨
- 밀크 - 숀 펜
- 옵저브 앤 리포트 - 세스 로건
- 인디아나 존스: 크리스탈 해골의 왕국 - 샤이아 라보프
- 이글 아이 - 샤이아 라보프
- 분노의 질주: 더 오리지널 - 빈 디젤
- 4번의 크리스마스 - 빈스 본
- 핸콕 - 윌 스미스

### 최고의 여자배우상
- 트와일라잇 - 크리스틴 스튜어트 수상
- 원티드 - 안젤리나 졸리
- 옵저브 앤 리포트 - 안나 페리스
- 겟 스마트 - 앤 해서웨이
- 레이첼, 결혼하다 - 앤 해서웨이
- 라스베가스에서만 생길 수 있는 일 - 카메론 디아즈
- 핸콕 - 샤를리즈 테론
- 푸시 - 다코타 패닝
- 슬럼독 밀리어네어 - 프리다 핀토
- 아이언 맨 - 기네스 팰트로
- 쇼퍼홀릭 - 아일라 피셔
- 말리와 나 - 제니퍼 애니스톤
- 그는 당신에게 반하지 않았다 - 제니퍼 애니스톤
- 더블 스파이 - 줄리아 로버츠
- 신부들의 전쟁 - 케이트 허드슨
- 더 리더 - 책 읽어주는 남자 - 케이트 윈슬렛
- 사랑이 어떻게 변하니? - 크리스틴 벨
- 인크레더블 헐크 - 리브 타일러
- 다크 나이트 - 매기 질렌할
- 왓치맨 - 말린 애커맨
- 더 레슬러 - 마리사 토메이
- 이글 아이 - 미셸 모나한
- 사랑이 어떻게 변하니? - 밀라 쿠니스
- 한나 몬타나: 더 무비 - 마일리 사이러스
- 아이 러브 유, 맨 - 라시다 존스
- 4번의 크리스마스 - 리즈 위더스푼
- 몬스터 vs 에이리언 - 리즈 위더스푼
- 섹스 앤 더 시티 - 사라 제시카 파커
- 벤자민 버튼의 시간은 거꾸로 간다 - 타라지 P. 헨슨
- 베이비 마마 - 티나 페이

### 남우신인상
- 트와일라잇 - 로버트 패틴슨 수상
- 노토리어스 - 안소니 마키
- 그랜 토리노 - 비 방
- 나니아 연대기 - 캐스피언 왕자 - 벤 반스
- 사람 만들기 - 보비 J. 톰슨
- 트로픽 썬더 - 브랜든 T. 잭슨
- 섹스 드라이브 - 클락 듀크
- 파인애플 익스프레스 - 최재우
- 더 리더 - 책 읽어주는 남자 - 데이빗 크로스
- 슬럼독 밀리어네어 - 데브 파텔
- 맘마 미아! - 도미닉 쿠퍼
- 쇼퍼홀릭 - 휴 댄시
- 노토리어스 - 자말 우라드
- 사랑이 어떻게 변하니? - 제이슨 세걸
- 왓치맨 - 제프리 딘 모건
- 더 웩크니스 - 조쉬 펙
- 폴 블라트 - 몰 캅 - 케빈 제임스
- 메디엄 - 카일 갈너
- 파이어드 업! - 니콜라스 디아고스토
- 왓치맨 - 패트릭 윌슨
- 사랑이 어떻게 변하니? - 러셀 브랜드
- 트와일라잇 - 테일러 로트너
- 미스 마치 - 트레버 무어
- 미스 마치 - 잭 크레거

### 여우신인상
- 하이 스쿨 뮤지컬: 졸업반 - 애슐리 티스데일 수상
- 그랜 토리노 - 아니 허
- 맘마 미아! - 아만다 사이프리드
- 푸시 - 카밀라 벨
- 안나와 알렉스: 두 자매 이야기 - 에밀리 브라우닝
- 하우스 버니 - 엠마 스톤
- 조한 - 엠마누엘 크리퀴
- 슬럼독 밀리어네어 - 프리다 핀토
- 그는 당신에게 반하지 않았다 - 지니퍼 굿윈
- 닉과 노라의 인피니트 플레이리스트 - 캣 데닝스
- 사랑이 어떻게 변하니? - 크리스틴 벨
- 트와일라잇 - 크리스틴 스튜어트
- 스트리트 파이터 - 춘리의 전설 - 크리스틴 크룩
- 라스베가스에서만 생길 수 있는 일 - 레이크 벨
- 테이큰 - 매기 그레이스
- 사랑이 어떻게 변하니? - 밀라 쿠니스
- 한나 몬타나: 더 무비 - 마일리 사이러스
- 007 제22탄 - 퀀텀 오브 솔러스 - 올가 쿠릴렌코
- 더 웩크니스 - 올리비아 썰비
- 아이 러브 유, 맨 - 라시다 존스
- 언더월드 - 라이칸의 반란 - 로나 미트라
- 베드타임 스토리 - 테레사 팔머
- 하이 스쿨 뮤지컬: 졸업반 - 바네사 허진스

### 최고의 키스상
- 트와일라잇 - 크리스틴 스튜어트 수상
- 다크 나이트 - 아론 에크하트 & 매기 질렌홀
- 원티드 - 안젤리나 졸리 & 제임스 맥어보이
- 벤자민 버튼의 시간은 거꾸로 간다 - 브래드 피트 & 케이트 블랑쉐
- 라스베가스에서만 생길 수 있는 일 - 카메론 디아즈
- 슬럼독 밀리어네어 - 프리다 핀토 & 데브 파텔
- 그는 당신에게 반하지 않았다 - 지니퍼 굿윈 & 저스틴 롱
- 쇼퍼홀릭 - 아일라 피셔 & 휴 댄시
- 밀크 - 제임스 프랭코 & 숀 펜
- 사랑이 어떻게 변하니? - 제이슨 세걸
- 예스 맨 - 짐 캐리
- 더 웩크니스 - 조쉬 펙 & 올리비아 썰비
- 더 리더 - 책 읽어주는 남자 - 케이트 윈슬렛 & 데이빗 크로스
- 오스트레일리아 - 니콜 키드먼 & 휴 잭맨
- 왓치맨 - 패트릭 윌슨 & 말린 애커맨
- 아이 러브 유, 맨 - 폴 러드
- 분노의 질주: 더 오리지널 - 폴 워커 & 조다나 브류스터
- 4번의 크리스마스 - 리즈 위더스푼 & 빈스 본
- 섹스 앤 더 시티 - 사라 제시카 파커 & 크리스 노스
- 옵저브 앤 리포트 - 세스 로건 & 안나 페리스
- 잭과 미리가 포르노 영화를 만들다 - 세스 로건 & 엘리자베스 뱅크스
- 겟 스마트 - 스티브 카렐 & 앤 해서웨이
- 겟 스마트 - 스티브 카렐 & 드웨인 존슨
- 작전명 발키리 - 톰 크루즈
- 핸콕 - 윌 스미스 & 샤를리즈 테론
- 세븐 파운즈 - 윌 스미스 & 로자리오 도슨
- 미스 마치 - 잭 크레거 & 라퀴엘 알레시

### 최고의 싸움상
- 트와일라잇 - 로버트 패틴슨 수상
- 신부들의 전쟁 - 앤 해서웨이 vs 케이트 허드슨
- 다크 나이트 - 크리스찬 베일 vs 히스 레저
- 푸시 - 크리스 에반스 vs 닐 잭슨
- 007 제22탄 - 퀀텀 오브 솔러스 - 다니엘 크레이그 vs 매티유 아맬릭
- 인크레더블 헐크 - 에드워드 노튼
- 트로픽 썬더 - 잭 블랙 vs 브랜든 수 후
- 원티드 - 제임스 맥어보이 vs 다토 박타드제
- 왓치맨 - 제프리 딘 모건 vs 매튜 굿
- 포비든 킹덤 - 전설의 마스터를 찾아서 - 이연걸
- 폴 블라트 - 몰 캅 - 케빈 제임스 vs Zele Avradopoulos
- 나니아 연대기 - 캐스피언 왕자 - 윌리암 모즐리
- 테이큰 - 리암 니슨 vs Qatari Client
- 왓치맨 - 패트릭 윌슨 & 말린 애커맨 vs Prison Gang
- 분노의 질주: 더 오리지널 - 폴 워커 vs 빈 디젤
- 아이언 맨 - 로버트 다우니 주니어 vs 제프 브리지스
- 헬보이 2: 골든 아미 - 론 펄먼 vs 루크 고스
- 레이크뷰 테라스 - 사무엘 L. 잭슨 vs 패트릭 윌슨
- 파인애플 익스프레스 - 세스 로건 & 제임스 프랭코 vs 대니 R. 맥브라이드
- 옵저브 앤 리포트 - 세스 로건 vs 레이 리요타
- 겟 스마트 - 스티브 카렐 vs 드웨인 존슨
- 핑크 팬더 2 - 스티브 마틴 vs Kids
- 4번의 크리스마스 - 빈스 본 vs 존 파브로
- 스텝 브라더스 - 윌 페렐 vs 존 C. 레일리
- 핸콕 - 윌 스미스 vs 샤를리즈 테론

### 최고의 악당상
- 다크 나이트 - 히스 레저 수상
- 핑크 팬더 2 - 아이쉬와라 라이
- 맥스 페인 - 아마우리 놀라스코
- 언더월드 - 라이칸의 반란 - 빌 나이
- 트와일라잇 - 캠 지갠뎃
- 인디아나 존스: 크리스탈 해골의 왕국 - 케이트 블란쳇
- 윗치 마운틴 - 시아란 힌즈
- 13일의 금요일 - 데릭 미어스
- 푸시 - 자이몬 훈수
- 겟 스마트 - 드웨인 존슨
- 안나와 알렉스: 두 자매 이야기 - 에밀리 브라우닝
- 파인애플 익스프레스 - 게리 콜
- 아이언 맨 - 제프 브리지스
- 왓치맨 - 제프리 딘 모건
- 미이라 3: 황제의 무덤 - 이연걸
- 프롬 나이트 - 조나단 스캐치
- 밀크 - 조슈 브롤린
- 폴 블라트 - 몰 캅 - 키어 오도넬
- 007 제22탄 - 퀀텀 오브 솔러스 - 마티유 아말릭
- 왓치맨 - 매튜 구드
- 블러디 발렌타인 - Richard John Walters
- 조한 - 롭 슈나이더
- 레이크뷰 테라스 - 사무엘 L. 잭슨
- 스피릿 - 사무엘 L. 잭슨
- 인크레더블 헐크 - 팀 로스

### 최고의 코믹연기상
- 예스 맨 - 짐 캐리 수상
- 조한 - 아담 샌들러
- 베이비 마마 - 에이미 포엘러
- 하우스 버니 - 안나 페리스
- 신부들의 전쟁 - 앤 해서웨이
- 트로픽 썬더 - 벤 스틸러
- 번 애프터 리딩 - 브래드 피트
- 파이어드 업! - 에릭 크리스찬 올슨
- 트로픽 썬더 - 잭 블랙
- 파인애플 익스프레스 - 제임스 프랭코
- 사랑이 어떻게 변하니? - 제이슨 세걸
- 아이 러브 유, 맨 - 제이슨 세걸
- 스텝 브라더스 - 존 C. 라일리
- 해롤드와 쿠마 2 - 관티나모로부터의 탈출 - 존 조
- 해롤드와 쿠마 2 - 관티나모로부터의 탈출 - 칼 펜
- 신부들의 전쟁 - 케이트 허드슨
- 폴 블라트 - 몰 캅 - 케빈 제임스
- 사람 만들기 - 폴 러드
- 아이 러브 유, 맨 - 폴 러드
- 트로픽 썬더 - 로버트 다우니 주니어
- 사랑이 어떻게 변하니? - 러셀 브랜드
- 사람 만들기 - 숀 윌리엄 스코트
- 몬스터 vs 에이리언 - 세스 로건
- 파인애플 익스프레스 - 세스 로건
- 옵저브 앤 리포트 - 세스 로건
- 겟 스마트 - 스티브 카렐
- 미스 마치 - 트레버 무어
- 마디아 감옥가다 - 타일러 페리
- 4번의 크리스마스 - 빈스 본
- 스텝 브라더스 - 윌 페렐
- 핸콕 - 윌 스미스
- 미스 마치 - 잭 크레거

### 최고의 황당한 순간상
- 베이비 마마 - 에이미 포엘러 수상
- 원티드 - 안젤리나 졸리
- 닉과 노라의 인피니트 플레이리스트 - 아리 그레이너
- 슬럼독 밀리어네어 - 아유시 마헤시 케데카
- 트로픽 썬더 - 벤 스틸러
- 왓치맨 - 빌리 크루덥
- 사랑이 어떻게 변하니? - 제이슨 세걸
- 해롤드와 쿠마 2 - 관티나모로부터의 탈출 - 칼 펜 & 댄닐 해리스
- 메디엄 - Erik J. Berg
- 푸시 - Kwan Fung Chi & Jacky Heung
- 더 레슬러 - 미키 루크
- 파이어드 업! - 니콜라스 디아고스토
- 아이 러브 유, 맨 - 폴 러드
- 미스 마치 - 트레버 무어 & 매디슨 라일리

### 최고의 음악상
- 한나 몬타나: 더 무비 - 마일리 사이러스: 'The Climb' 수상
- 슬럼독 밀리어네어 - A.R 라흐만: 'Jai Ho'
- 더 레슬러 - 브루스 스프링스틴: 'The Wrestler'
- 트와일라잇 - Paramore: 'Decode'

### MTV 제너레이션상
- 벤 스틸러 수상